# Consonante labio-alveolar
Una consonante labio-alveolar es aquella producida en dos puntos de articulación simultáneos: los lábios (sonido 'labial': [p, b, m]), y en el alvéolo (sonido 'alveolar': [t, d, n]). 
El idioma yélî dnye de la Isla Rossel (Papúa Nueva Guinea), es al parecer el único en emplear de forma distintiva labio-alveolares y labio-postalveolares, como se muestra abajo. Las alveolares se producen en la zona más frontal, mientras las post-alveolares se producen retrayendo solo ligeramente la lengua, por lo que no podemos considerarlas consonantes retroflejas. 
| Oclusivas en Yelî Dnye | Bilabial | Bilabial | Alveolar | Alveolar | Postalveolar | Postalveolar | Velar | Velar                     |
| ---------------------- | -------- | -------- | -------- | -------- | ------------ | ------------ | ----- | ------------------------- |
| Plosivas               | paa      | lado     | taa      | cuchillo | t̠oo          | lengua       | kaa   | lanza                     |
| Oclusiva prenasalizada | mbee     | llevar   | nde      | comida   | n̠d̠e          | leña         | ŋɡaa  | árbol                     |
| Oclusiva nasal         | maa      | camino   | nii      | zumo     | n̠aa          | festín       | ŋa    | contrato de arrendamiento |

| Oclusivas en Yelî Dnye   | Labio-alveolar | Labio-alveolar | Labio-postalveolar | Labio-postalveolar | Labio-velar | Labio-velar   |
| ------------------------ | -------------- | -------------- | ------------------ | ------------------ | ----------- | ------------- |
| Consonante oclusiva      | t͡pənə          | pulmón         | t̠͡pənə              | cuerno             | k͡pene       | bolsa de coco |
| Consonante prenasalizada | n͡md͡boo         | pulpa          | n̠͡md̠͡boo             | mucho              | ŋ͡mɡ͡bo       | niebla        |
| Consonante nasal         | n͡mo            | pájaro         | n̠͡mo                | nosotros           | ŋ͡mo         | pecho         |

En algunas lenguas africanas, como el Dagbani o el Nzema, se dan labio-alveolares que funcionan como alófonos de consonantes labio-velares. Podemos encontrar algo similar en la labialización de las oclusivas alveolares en algunos idiomas del Cáucaso, como el abjasio o el lak. A pesar de que esta doble articulación puede ser más común, se consideran esencialmente alveolares labializadas, pues el contacto labial es muy leve, y se produce en la superficie interior de los labios, que han sido redondeados como para producir una [u]. Esto resulta muy diferente al contacto bilabial que se produce al articular consonantes como [p]. El contacto labial puede también ser producido con vibración. Comparense los siguientes pares mínimos en Ubykh:
| da  | ahora      | dʷa ~ d͡ba ~ d͡ʙa    | punzón       | ba | si (preposicional) |
| ta  | embarazada | tʷa ~ t͡pa ~ t͡ʙa    | cereza       | pa | tejer              |
| t’ə | carnero    | tʷ’ə ~ t͡p’ə ~ t͡ʙ’ə | llevar/sacar |    |                    |

Exceptuando los clics, prácticamente todas las otras consonantes de doble articulación son labiovelares. Las labioalveolares que se han recogido de algunas lenguas chádicas han resultado ser, tras investigación, secuencias de dos consonantes (/tp/ o /db/), y no una sola consonante.
- Datos: Q2884232